# Оптична ізомерія
Опти́чна ізомерíя (рос. оптическая[зеркальная] изомерия, [энантиомерия], англ. optical isomerism) — стереоізомерія, що проявляється в здатності хіральних речовин обертати площину поляризованого світла в праву або в ліву сторони. Синоніми — дзеркальна ізомерія, енантіомерія.